# Langues à Saint-Marin
La langue officielle de Saint-Marin est de facto l'italien.
Le dialecte italo-roman parlé historiquement à Saint-Marin est le romagnol (dialecte de la langue émilienne-romagnole).

## Statistiques diverses
- Langues des sites web en .sm (2016)[1] : italien 85 %, anglais 13 %
- Langues de consultation de Wikipédia (2013) : italien 88 %, anglais 11 %
- Langues d'interface de Google Saint-Marin[2] : italien